# Campsicnemus armatus
Campsicnemus armatus är en tvåvingeart som först beskrevs av Zetterstedt 1849.  Campsicnemus armatus ingår i släktet Campsicnemus och familjen styltflugor. Enligt den finländska rödlistan är arten nationellt utdöd i Finland. Arten är reproducerande i Sverige. Artens livsmiljö är strandängar vid Östersjön. Inga underarter finns listade i Catalogue of Life.